# Serrano, Michoacán de Ocampo
Serrano är en ort i Mexiko.   Den ligger i kommunen Tacámbaro och delstaten Michoacán de Ocampo, i den södra delen av landet, 250 km väster om huvudstaden Mexico City. Serrano ligger 2 080 meter över havet och antalet invånare är 517.
Terrängen runt Serrano är lite bergig. Runt Serrano är det ganska tätbefolkat, med 80 invånare per kvadratkilometer. Närmaste större samhälle är Tacámbaro de Codallos, 6,9 km sydost om Serrano. I omgivningarna runt Serrano växer huvudsakligen savannskog.